# Cinderella’s Eyes
Cinderella’s Eyes (с англ. — «Глаза Золушки») — дебютный сольный альбом британской исполнительницы Николы Робертс, бывшей солистки поп-группы Girls Aloud. Альбом был выпущен 23 сентября 2011 года звукозаписывающим лейблом Polydor Records. Вдохновением для альбома послужило время, проведённое Робертс в группе Girls Aloud. Работа над альбомом началась в 2010 году, Робертс приняла непосредственное участие в написании всех оригинальных треков. В работе над альбомом также принимали продюсеры Dimitri Tikovoi, Maya von Doll (из группы Sohodolls), Дипло и канадская электро-поп группа Dragonette. Концепция альбома была позаимствована из сказок, так же как и название, которое является непосредственной отсылкой к сказочному персонажу — Золушке.
Cinderella’s Eyes получил положительные отзывы музыкальных критиков, которые похвалили качество альбома, вокал Роберт и написанные ею тексты песен. Альбом также был назван наиболее самобытным среди альбомов, выпущенных бывшими солистками Girls Aloud. Несмотря на отсутствие коммерческого успеха, многие критики называли альбом недооцененным и заслуживающим большего влияния. «Beat of My Drum» был выпущен в качестве первого сингла с альбома и, помимо положительных отзывов критиков, был коммерчески успешен, заняв 27 место в чарте Великобритании.

## Предыстория и запись альбома
На протяжении многих лет Никола Робертс была одной из пяти солисток поп-группы Girls Aloud. В статьях, посвященных группе, СМИ нередко назвали её «некрасивой», из-за чего она столкнулась с рядом психологических проблем, в том числе, неуверенностью в себе. Во время работы в группе, она боролась с чувством одиночества, в связи с тем, что из-за плотного гастрольного графика ей приходилось долгое время находиться вдали от Лондона и живущих там близких.

Описывая работу над альбомом, которая сопровождалась борьбой с личными психологическими проблемами, она сказала: «с моей стороны, было бы глупо сделать альбом, который ничего не значит». В интервью The Guardian Робертс называла запись своего дебютного альбома рискованной затеей, которой не был гарантирован коммерческий успех: «Мне понадобилось собрать остатки своей уверенности, чтобы записать этот альбом». 6 мая 2011 года Роберт опубликовала на своём официальном сайте пост, в котором подтвердила, что заканчивает работу над своим дебютным альбомом:
Я пишу эти строки и чувствую одновременно и нервозность, и приятное волнение. Каждый раз, когда я думаю о том, что я сейчас делаю, у меня в животе начинают летать огромные бабочки […] Более года я провожу своё время в студии, работая над своими собственными песнями, чтобы записать свой собственный альбом. Наступило время выйти из зоны комфорта, которой стала моя студия, и поделиться своей музыкой с вами… от этого бабочки становятся ещё больше […] Во время работы над пластинкой, у меня была уникальная возможность поработать со своими любимыми артистами, диджеями и продюсерами. Это было потрясающее время, во время которого я многому научилась. Мне было важно, чтобы моя пластинка была личной для меня. Мне хотелось, чтобы слушая альбом спустя время, я знала, что выложилась на все 100 %. Я написала песня и истории, которые хотела написать давно. Очень надеюсь, что моя музыка сможет найти в вас отклик, потому что это то, ради чего всё и затевалось.
В интервью Rolling Stone Никола заявила, что ей понравилось нарушать правила поп-музыки, и она с радостью сделала это при работе над своей сольной пластинкой, кроме этого, она призналась, что постаралась максимально раскрыть свои вокальные способности: «На альбоме есть несколько вокальных сюрпризов; не для меня, а для слушателей, которым раньше не удавалась услышать мой вокальный диапазон полностью. Я записала несколько сумасшедших фальцетных партий».
Робертс приняла участие в написании всех песен, кроме кавера на песню группы The Korgis «Everybody’s Got to Learn Sometime». Для неё было важно принимать непосредственное участие в написании текстов песен, в одно из интервью она сказала: «Мне необходимо было чувствовать, что каждое слово стоит на своём месте, и я сама бы так и сказала». Рассказывая о концепции альбома в интервью для Rolling Stone, Робертс заявила, что ей не хотелось выпускать музыку, руководствуясь принципами, свойственными поп-музыке.

### Обложка альбома
Обложка альбома была опубликована 22 августа 2011 года в социальных сетях Николы Робертс. На ней Робертс изображена в окружении винтажных артефактов, на её ногах современная интерпретация хрустальных туфелек Золушки. Фотосессия для обложки альбома проходила в лондонском районе Дептфорд, в доме Главного кораблестроителя — одном из сохранившихся исторических зданий бывшей Королевской верфи Дептфорда, который Никола в своём блоге описала как «захудалую реальность, с намёком на сказку». Множество мелких элементов на обложке альбома она Робертс сравнила с электронной музыкой, которая также состоит из многих разрозненных элементов. В интервью Rolling Stone она заявила: «Я хотела, чтобы ритм альбома отображался на его обложке так, как я это задумала. На пластинке много разных треков и звучаний, и я хотела, чтобы обложка была такой же эклектичной, чтобы был создан единый концепт». Специально для фотосессии дизайнером обуви Аталантой Веллер была разработана пара обуви, которую Робертс описала как «стеклянные туфли в стиле Золушки XXI века». Туфли на танкетке были выполнены в фирменном стиле Веллер, которая во время интервью Vogue назвала стиль Робертс «невероятным» и «чрезвычайно самобытным, роскошным и оригинальным».

## Оценки критиков
| Оценки критиков  | Оценки критиков        |
| Источник         | Оценка                 |
| ---------------- | ---------------------- |
| Allmusic         | [ 10 ]                 |
| BBC Music        | (положительная оценка) |
| Drowned in Sound | (7/10)                 |
| Evening Standard | положительная оценка   |
| Express.co.uk    | [ 14 ]                 |
| Financial Times  | [ 15 ]                 |
| The Guardian     | [ 16 ]                 |
| NME              | (7/10)                 |
| The Telegraph    | [ 18 ]                 |
| Virgin Media     | [ 19 ]                 |

## Треклист
| №   | Название                             | Автор(ы) | Продюсер(ы)                   | Длительность |
| --- | ------------------------------------ | --- | ----------------------------- | ------------ |
| 1.  | «Beat of My Drum»                    | Nicola Roberts, Wesley Pentz, Dimitri Tikovoi, Maya von Doll                                                     | Tikovoi, Diplo, Derek Allen   | 2:58         |
| 2.  | «Lucky Day»                          | Roberts, Martina Sorbara, Daniel Groome Kurtz                                                                    | Traxstarz                     | 3:20         |
| 3.  | «Yo-Yo»                              | Roberts, Tikovoi, von Doll                                                                                       | Tikovoi                       | 3:25         |
| 4.  | «Cinderella's Eyes»                  | Roberts, Tikovoi, von Doll                                                                                       | Tikovoi                       | 3:30         |
| 5.  | «Porcelain Heart»                    | Roberts, Dave McCraken, Tikovoi, von Doll                                                                        | Tikovoi                       | 3:49         |
| 6.  | «I»                                  | Roberts, Joseph Mount                                                                                            | Metronomy                     | 3:39         |
| 7.  | «Everybody's Got to Learn Sometime*» | James Warren | Tikovoi                       | 3:38         |
| 8.  | «Say It Out Loud»                    | Roberts, George Astasio, Jason Pebworth, Jon Shave, Dan Thomas, Matthew Fry, Ritchard Lavis-Williams, Dean Gorno | The Invisible Men             | 4:35         |
| 9.  | «Gladiator»                          | Roberts, Tikovoi, von Doll                                                                                       | Tikovoi                       | 2:59         |
| 10. | «Fish Out of Water»                  | Roberts, Mount                                                                                                   | Metronomy                     | 4:38         |
| 11. | «Take a Bite»                        | Roberts, Astasio, Pebworth, Shave, Jon Mills, Kurtis McKenzie                                                    | The Invisible Men, The Arcade | 3:16         |
| 12. | «Sticks and Stones»                  | Roberts, Tikovoi, von Doll                                                                                       | Tikovoi                       | 3:55         |

*является кавером на песню «Everybody’s Got to Learn Sometime» 1980 года, записанную в оригинале группой The Korgis.